# Firth of Fifth
Firth of Fifth è un brano della band britannica di rock progressivo Genesis, è il terzo dell'album Selling England by the Pound (1973). Si tratta, a parere di molti, di una delle loro migliori composizioni, nonché di una delle più complesse e articolate nella melodia.

## Descrizione
In Firth of Fifth sono notevoli l'introduzione, per pianoforte, molto complessa per armonia, ritmo e melodia, e il lungo intermezzo strumentale, composto da tre assoli; il primo, eseguito da Gabriel al flauto, poi un assolo di Banks che riprende l'introduzione pianistica iniziale, introdotto da un fraseggio di pianoforte, ed infine quello di Steve Hackett in cui la chitarra è impiegata magistralmente in uno degli assolo più celebri della musica degli anni settanta.
La sezione strumentale di pianoforte è composta da battute in 13/16 e 15/16 alternate ad altre in 2/4.

## Storia

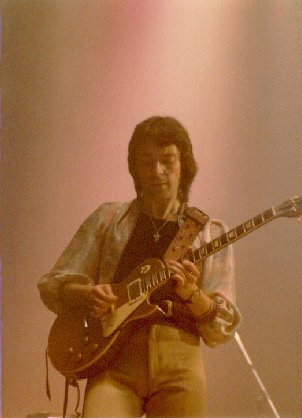
L'assolo di chitarra di Steve Hackett su Firth of Fifth è diventato il preferito fra i fan dei Genesis

Concepito fin dai tempi della Charterhouse School per solo pianoforte da Tony Banks. Inizialmente rifiutato dalla band per Foxtrot, il brano venne in seguito riproposto nella sua versione definitiva e pubblicato nel 1973. Il testo venne steso, a partire da un'idea di Peter Gabriel, solo nelle ultime fasi della lavorazione del brano da Mike Rutherford e dallo stesso Banks. 
Dall'autunno del 1973, dal vivo, il brano venne eseguito senza l'introduzione al piano (come si può notare in Seconds Out).
Banks durante i concerti usava un RMI Electra Piano, il quale non permetteva di suonare l'intro in maniera corretta visto che il "ritorno" dei tasti non era nemmeno paragonabile a quello di un pianoforte vero, che i Genesis sul palco non potevano certo permettersi per questioni di spazio.
A causa di ciò, Tony Banks a volte perdeva il sincrono, quindi decise di abbandonare l'intro e non volle più eseguire dal vivo quella che rimane fra le più affascinanti composizioni al pianoforte. Tuttavia, in alcuni concerti la canzone venne comunque eseguita al completo, cioè con la parte introduttiva di pianoforte.
L'assolo di chitarra di Steve Hackett è uno dei preferiti da fan, musicisti e critici. Il solo si basa in realtà su una melodia scritta da Banks, eseguita prima da Gabriel al flauto traverso, che Hackett riprese, arricchì e rielaborò.

## Il titolo
Il titolo della canzone è pressoché intraducibile, poiché si tratta di un gioco di parole: "Firth of Forth" è infatti la denominazione con cui viene comunemente indicato l'estuario del fiume scozzese Forth. L'assonanza tra "Forth" (il nome del fiume) e "fourth" (in inglese: "quarto") diedero origine al titolo sostituendo "fourth" con "fifth" (in inglese: "quinto").

## Formazione
- Peter Gabriel - voce, flauto
- Steve Hackett - chitarra elettrica
- Mike Rutherford - basso elettrico, chitarra ritmica
- Tony Banks - pianoforte, sintetizzatore (ARP Pro Soloist), organo Hammond (T-102), Mellotron (M400)
- Phil Collins - batteria, voce